# Venturino Venturi

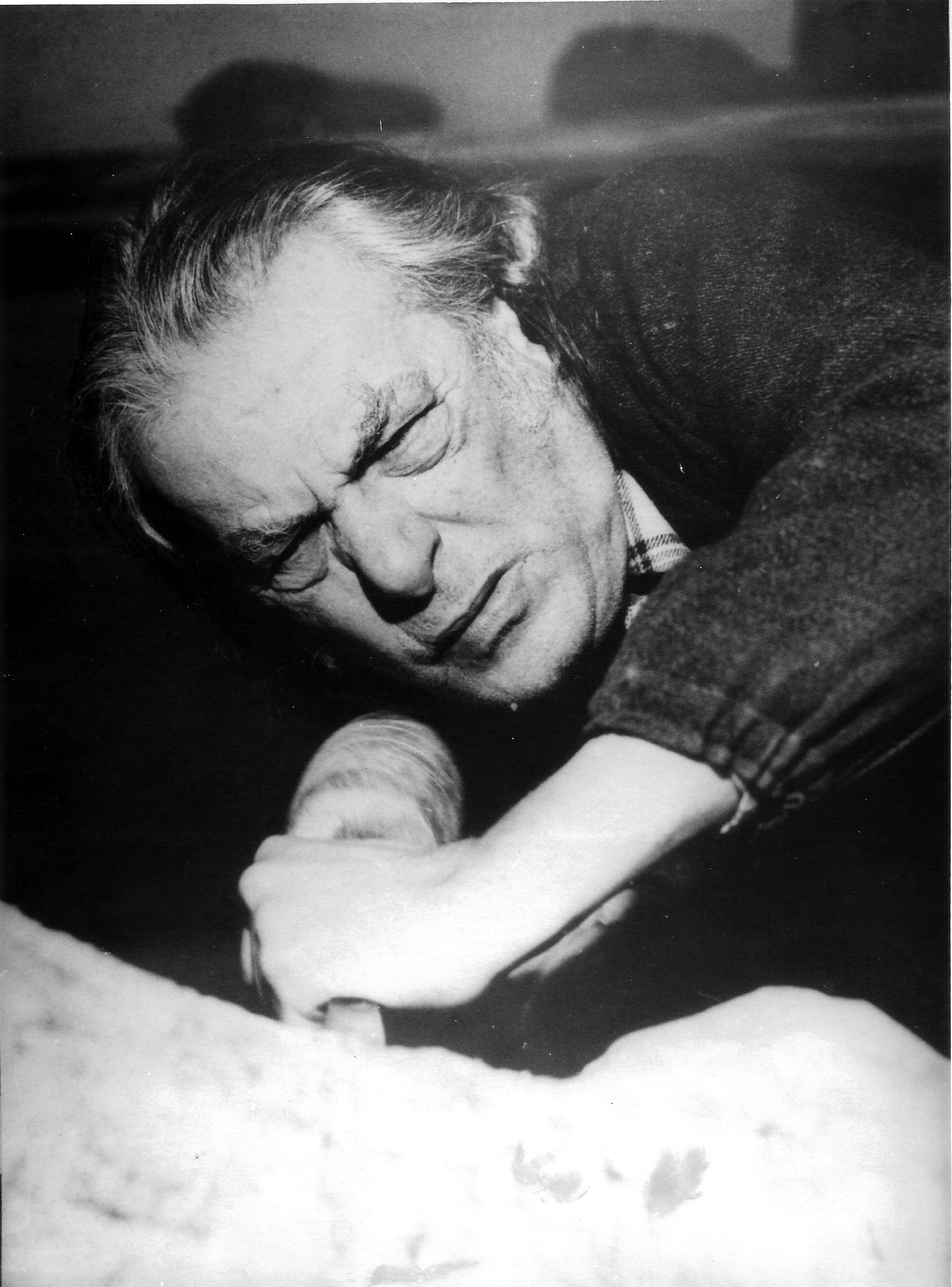
Venturino Venturi

Venturino Venturi (* 6. April 1918 in Loro Ciuffenna; † 2002 ebenda) war ein italienischer Maler und Bildhauer.

## Leben
Venturi erhielt beim Wettbewerb zur Gestaltung des Pinocchio-Parks von Collodi in den 1950er-Jahren den ersten Preis. Zu seinen Werken zählen zahlreiche Stein- und Metallskulpturen und öffentliche Denkmäler in der Toskana. In dem nach ihm benannten Museo Venturino Venturi in seinem Geburtsort sind zahlreiche Bilder und Zeichnungen von ihm ausgestellt, unter anderem auch sechs Pinocchio-Bilder aus den Jahren 1958 und 1959.